# Axel Munthe
Axel Munthe (Oskarshamn, Unión de Suecia y Noruega, 31 de octubre de 1857; Estocolmo, Suecia, 11 de febrero de 1949) fue un médico y escritor sueco. A los 18 años Munthe visitó Capri y desde entonces se propuso crear su hogar allí. Años más tarde construyó, tal y como deseaba, una villa a la que llamó "San Michele" en el punto más alto de la isla de Capri, en el lugar que ocupara anteriormente la villa del emperador romano Tiberio. Munthe pasó la mayor parte de su vida adulta en "San Michele" dónde, salvo breves períodos, residió 56 años. 
Estudió en la Universidad de Upsala y luego en París con el psiquiatra Jean Martin Charcot. En 1880 a los 23 años con su tesis sobre ginecología y obstetricia se convirtió en el doctor en medicina más joven de Europa. Fue médico y psiquiatra, aunque la fama internacional le llegó con el libro autobiográfico La historia de San Michele publicado en 1929 y que ha sido traducido a más de 45 idiomas. Dicho libro ayudó a Munthe a salir de la depresión causada por la pérdida casi total de la visión a los 52 años. En 1934 recuperó la vista tras una operación.
Axel Munthe fue un hombre cosmopolita que hablaba varios idiomas fluidamente, sueco, inglés, francés, italiano y algo de alemán. Se crio en Suecia, posteriormente estudió y empezó el ejercicio de la medicina en Francia. En 1907 contrajo matrimonio con la aristócrata inglesa Hilda Pennington-Mellor, con la que tuvo dos hijos, Peter y Malcolm. Desde 1908 se convirtió en el médico personal de la reina de Suecia, Victoria de Baden, la cual pasaba largos períodos en la isla de Capri por motivos de salud.
Munthe fue un filántropo, en varias ocasiones trató médicamente a gentes sin recursos. En la Primera Guerra Mundial sirvió como médico de la Cruz Roja en el frente francés. También destaca su faceta como incansable defensor de los derechos de los animales, que lo llevó a comprar los derechos de la montaña Barbarossa para crear un santuario para las aves migratorias.
Después de su muerte a los 92 años, la villa de San Michele pasó a ser propiedad del estado sueco. Siguiendo los deseos expresados por Munthe en su testamento, desde los años 50, estudiantes y artistas han sido invitados a hospedarse en la villa para realizar sus proyectos.

## Algunas obras
- Små Skizzer (1888)
- Bref och Skizzer (1909)
- Cruz roja, cruz de hierro (1916)
- La historia de San Michele (1929)
- Lo que no conté en la Historia de San MIchele (recopilación de artículos, en español - 1937)